# Susi Goodová
Susi Goodová (* 1966 Mels, Švýcarsko) je bývalá švýcarská reprezentantka ve sportovním lezení, v letech 1991 a 1992 byla první mistryní světa a Evropy v lezení na obtížnost. Rock Master v italském Arcu vyhrála v roce 1993 a na světovém poháru byla druhá v celkovém hodnocení v letech 1991 a 1993. V roce 1993 zvítězila také na Mistrovství Švýcarska a ve Švýcarském poháru.

## Výkony a ocenění
V roce 1995 vydal Heinz Zak knihu Rock Stars, kde je mezi nejlepšími skalními lezci světa mezi sedmi švýcarskými lezci.

### Závodní výsledky
- 1992: Masters Chambery 1. místo
- 1993: Masters Serre-Chevalier 1. místo

| Arco Rock Master | Arco Rock Master | Arco Rock Master |
| Rok              | 1992             | 1993             |
| ---------------- | ---------------- | ---------------- |
| Obtížnost        | 3                | 1                |

| Mistrovství světa | Mistrovství světa | Mistrovství světa |
| Rok               | 1991              | 1993              |
| ----------------- | ----------------- | ----------------- |
| Obtížnost         | 1                 | 1                 |

| Světový pohár (nalevo jsou poslední závody v roce) | Světový pohár (nalevo jsou poslední závody v roce) | Světový pohár (nalevo jsou poslední závody v roce) | Světový pohár (nalevo jsou poslední závody v roce) | Světový pohár (nalevo jsou poslední závody v roce) |
| Rok                                                | 1991                                               | 1992                                               | 1993                                               | celkem                                             |
| -------------------------------------------------- | -------------------------------------------------- | -------------------------------------------------- | -------------------------------------------------- | -------------------------------------------------- |
| Obtížnost                                          | 2                                                  | 4                                                  | 2                                                  | 0/2/0                                              |
| jednotlivě                                         | ,4,,,4                                             | ,,4,-,4                                            | ,                                                  | 5/4/4                                              |

| Mistrovství Evropy | Mistrovství Evropy |
| Rok                | 1992               |
| ------------------ | ------------------ |
| Obtížnost          | 1                  |

| Mistrovství Švýcarska | Mistrovství Švýcarska |
| Rok                   | 1993                  |
| --------------------- | --------------------- |
| Obtížnost             | 1                     |

| Švýcarský pohár (nalevo jsou poslední závody v roce) | Švýcarský pohár (nalevo jsou poslední závody v roce) |
| Rok                                                  | 1993                                                 |
| ---------------------------------------------------- | ---------------------------------------------------- |
| Obtížnost                                            | 1                                                    |
| jednotlivě                                           | ,,-,,                                                |